# Rycroft
Rycroft är en ort i Kanada.   Den ligger i provinsen Alberta, i den centrala delen av landet, 3 200 km väster om huvudstaden Ottawa. Rycroft ligger 609 meter över havet och antalet invånare är 628.
Terrängen runt Rycroft är platt. Trakten runt Rycroft är nära nog obefolkad, med mindre än två invånare per kvadratkilometer.. Närmaste större samhälle är Spirit River, 8,2 km nordväst om Rycroft.
Trakten runt Rycroft består till största delen av jordbruksmark.